# Andrij Topaczewski
Andrij Topaczewski (ur. 22 lutego 1939 w Kijowie) – ukraiński dziennikarz i pisarz.

## Życiorys
Urodził się 22 lutego 1939 roku w rodzinie naukowców (rodzice: Ołeksandr Topaczewski s. Wiktora i Maria Makarewycz c. Floriana). Ukończył studia w Instytucie Dziennikarstwa Kijowskiego Uniwersytetu Narodowego im. Tarasa Szewczenki (1961). Pracował na Sachalinie jako korespondenta gazety „Ranek Ojczyzny” (1961–1963); na Zakarpaciu jako korespondent gazety „Życie kołchozu” (1963–1964). Od 1964 – w Kijowie: dyrektor działu gazety (1964–1971); redaktor Ukraińskiego Studio kroniko-dokumentalnych filmów i Kijowskiego Studia Filmów Popularnonaukowych (1971–1973); członek Scenarnego kolegium Państwowego komitetu kinematografii URSR (1973–1988); kierownik działu tworzenia funduszu filmowego Ministerstwa Kultury i Sztuki Ukrainy (1993–1998), gdzie opiekował się ochroną dziedzictwa ukraińskiego kina.
Członek twórczych związków: Narodowego związku pisarzy Ukrainy (NZPU), Narodowego związku scenarzystów Ukrainy, Narodowego związku dziennikarzy Ukrainy (NZDU).
Dziedzina twórczych zainteresowań Andrija Topaczewskiego – środowisko naturalne, tradycja biblistyczna, etnologia, historia myśli naukowej.

## Działalność literacka
Jeden z założycieli na Ukrainie ruchu ochrony środowiska w literaturze i kinie, stopniowo bada stosunki człowieka i natury jako jedyny społeczno-naturalny proces. W 1971–1992 roku za scenariuszami Andrija Topaczewskiego stworzono dokumentalne i naukowo-edukacyjne filmy.
Autor scenariusze, naukowo-pięknych ksiąg, opowiastek, ekologicznych i kulturalnych szkiców (1980–1997) u czasopismach „Kijów”, „Dniepr”, „Ojczyzna”, „Barwinek”. Autor artykułów dziennikarskich u gazetach „Zwierciadło tygodnia”, „Dzień”, Ukraina literacka” (1999–2015). Utwory są tłumaczone na język rosyjski, białoruski, polski, angielski, bułgarski.

### Książki
- Symfonia życia. K., 1982; M., 1986
- Jabłko w rzece. Opowiastki. K., 1983
- Pracownia Flory. K., 1998
- Barwy ziemi. K., 1990 (współautor Zawerucha Borys s. Wolodymyra)
- Kronika białej lilii widnej. K., 1991
- Z Bożego ogrodu. Historii biblijnej botaniki. Kijów, 1997 № 5–10
- Z Bożego ogrodu. Rośliny i zwierzęta w Piśmie świętym. K., 2014, „Tęcza”

### Redaktor filmów
- „Otwórz sobie” (1972, Ukrkinokronika)

### Scenariusze filmów
- „Oleksandr Kopyłenko” (1972, Ukrkinokronika)
- „Do czystego źródła” (1975, Ukrkinokronika)
- „Ci, co żyją w pobliżu” (1978, Kijównaukfilm)
- „Uśmiechajcie się wilkowi” (1978, Ukrkinokronika)
- „Czy wróci czarny boczan” (1979, Ukrkinokronika)
- „W spóławtorszwie z naturą” (1980, Kijównaukfilm)
- „Korzenie trawy” (1981, Kijównaukfilm)
- „Idę do ciebiem ptak” (1982, Kijównaukfilm)
- „Strony Czerwonej Księgi” (1983, Białoruśfilm)
- „Trawa w pobliżu domu” (1984, Białoruśfilm)
- „Z miłością do Natury” (1985, Ukrkinokronika)
- „Pracownia Flory” (1985, Kijównaukfilm)
- „Zniszczenie” (1988, Ukrkinokronika)
- „Akwarele Wołoszyna” (1988, Kijównaukfilm)
- „Najlepsza godzina Łybedi” (1990, Ukrkinokronika)
- „W duchu pojednania” (1991, Ukrkinokronika)
- „Moje wysokie góry” (1992, Ukrkinokronika)

### Nagrody i wyróżnienia
- 1978 – dyplom międzynarodowego festiwalu filmowego EKO-78, Brno, Czechy, za film „Ci, co mieszkają w pobliżu”
- 1978 – dyplom VI republikańskiego festiwalu filmów dla dzieci i młodzieży, Kirowograd
- 1981 – specjalna nagroda jury na Ogólnozwiązkowym festiwalu filmów ekologicznych, Woroniż
- 1987 – 1-a premia Ukraińskiej spółki obrony natury za księgę „Symfonia życia”
- 1988 – premia Międzynarodowej spółki obrony natury za księgę „Symfonia życia”
- 1988 – literacka premia „Blagowist” za utwór „Z Bożego sadu” (część 1 „Tajemnicy biblijnych roślin”)
- 2001 – ogólnoukraińska premia Iwana Ogienka za utwór „Z Bożego ogrodu”
- 2015 – coroczna premia Prezydenta Ukrainy „Ukraińska księga roku”